# 內惟鎮安宮
內惟神福祠鎮安宮，位於台灣高雄市鼓山區內惟，主祀池府千歲。是內惟地區相當重要的信仰中心，當地人稱內惟廟或內惟大廟，平日香火鼎盛，每年農曆六月十八日，為主神池王的聖誕千秋日。
內惟鎮安宮是鳳邑舊城城隍廟十三角落公廟之一，亦是民間俗稱的「樓頂廟」，樓下為內惟菜市場，樓上才是鎮安宮本殿。
鎮安宮以宮殿式建築風格重建，並結合傳統台式廟宇裝飾；又以將簷口的「吊筒」與燈泡結合為燈飾特色；「吊筒燈」一年僅在池府千歲聖誕、正月初八夜與中元普渡點燈。廟宇規模壯觀氣派。

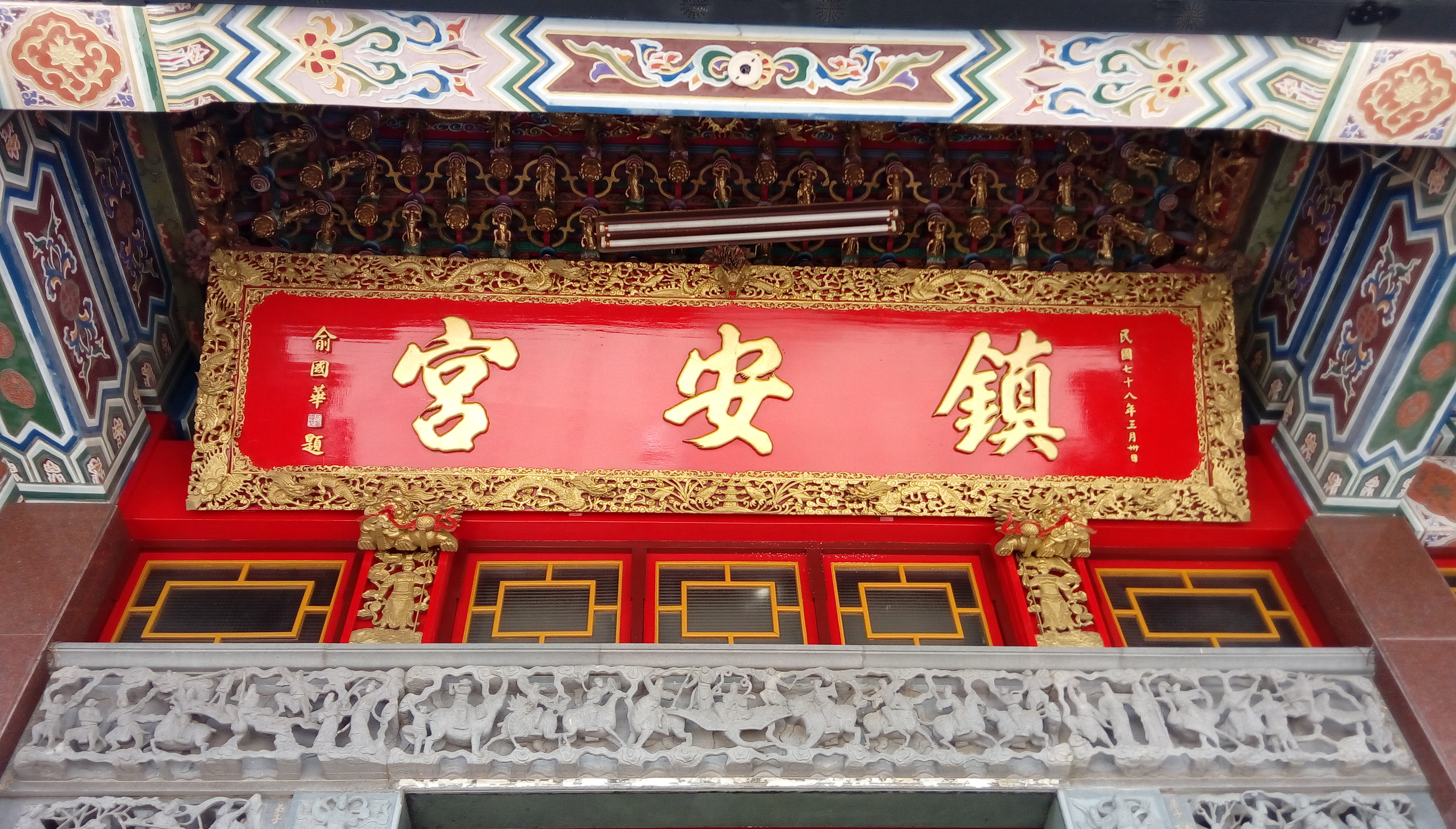
內惟鎮安宮廟匾

## 歷史
清乾隆初年，先民自泉州府、漳州府渡海來台，選擇打狗山山麓和內惟一帶開墾，當時先民自故鄉請來一尊土地公，並在現今內惟前峰里蓋一茅屋奉祀。經過二十餘年，來此開墾的人數越來越多，為了讓土地公有一個比較大的祭祀空間，於是信徒們開始捐銀兩興建廟宇，定廟名曰「內惟神福祠」。為今內惟鎮安宮的前身。
之後有一年，內惟陳老叔家中，有一名來自唐山的江湖術士前來借宿，臨去前為感謝陳老叔熱情款待，特地將隨身的池府千歲神尊贈於陳老叔。自從池府千歲奉祀在陳家後，許多人也到陳家祭拜。由於池府千歲神威顯赫，信徒越來越多，每逢池府千歲生日，陳家應接不暇，於是陳家和各姓商議，並徵得神福祠信徒同意，將池府千歲請入神福祠內為主神，和土地公一同奉祀。
後來有一年，內惟竹坑巷（今建國里）有蕃仔頭成妖為害民眾，王爺採乩童收妖頗為困難，於是指示庄民焚香面向西方禮拜，恭請西天佛祖駕臨協同收妖，該妖立刻被收服，庄民為感謝佛祖之恩，特別雕塑西天佛祖一尊供奉，因此鎮安宮內才會有西天佛祖的神像。
昭和二年(1927年)，因廟堂老舊，管理人李天輝提議進行重修改建，並請來鶯歌石游贊參地理師勘查地理，擇位於今內惟派出所前，坐西向東之吉地，並且開始進行動工興建，隔年完工。
民國66年(1977年)，因為要拓寬九如四路，內惟鎮安宮剛好位在路中間，必須遷廟，當時的管理人李存敬及董事長林文益召開信徒大會，決定成立財團法人，並推動內惟神福祠鎮安宮玉虛宮重建，民國69年開始動土，民國72年(1983年)完工入火安座。

## 祀神
內惟鎮安宮二樓正殿主祀池府千歲，陪祀註生娘娘、福德正神、虎爺，右廂太歲殿奉祀太歲星君、斗姥元君；四樓玉虛宮主祀玉皇上帝，陪祀三官大帝、南斗星君、北斗星君，五樓佛祖殿奉祀西天佛祖。

## 外部連結
- 內惟鎮安宮簡介 （页面存档备份，存于）
- 內惟鎮安宮— 文化資源地理資訊系統 （页面存档备份，存于）
- 內惟鎮安宮-微廟網-專業廟會微電影紀錄影片拍攝與討論 （页面存档备份，存于）